# Rio Cristești (Sebeș)
O Rio Cristeşti é um rio da Romênia, afluente do Sebeş, localizado no distrito de Sibiu.